# Garry De Graef
Garry De Graef (* 21. Oktober 1974 in Aarschot) ist ein belgischer Fußballspieler. Er stand seit 2008 bei Lierse SK in der zweiten belgischen Liga, der EXQI-League, unter Vertrag. Zuvor spielte er u. a. beim SC Paderborn 07 in der 2. Bundesliga, wo er drei Jahre lang Stammspieler war. Der Verteidiger beendete seine Karriere 2011/12 beim belgischen Viertligisten Oosterzonen. 